# 考溪 (蒙大拿州)
47°47′17.89″N 108°56′05.83″W / 47.7883028°N 108.9349528°W

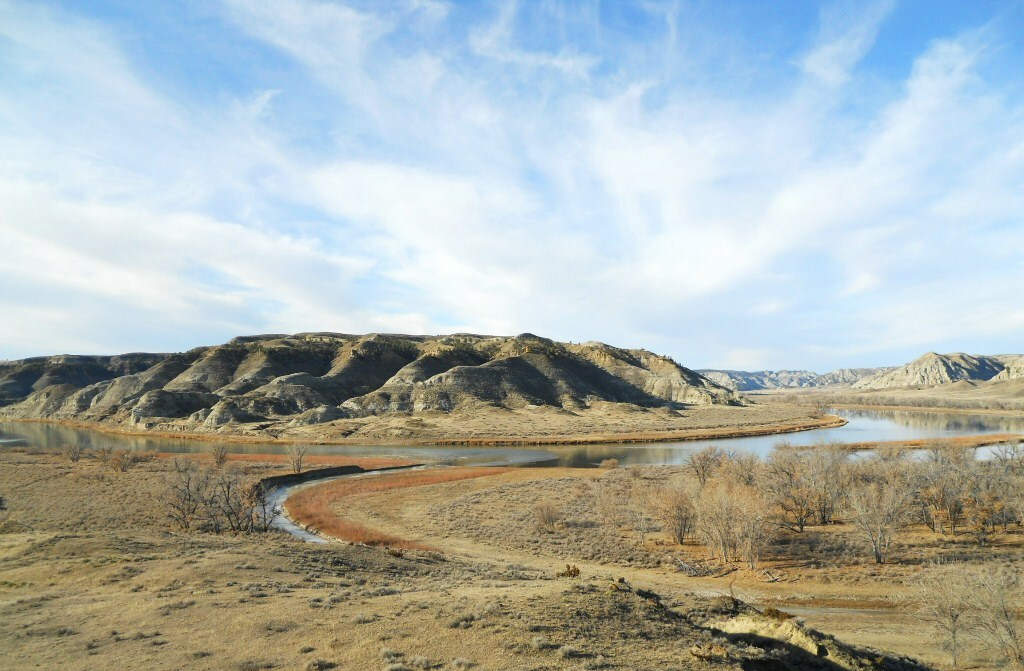
考溪景色：它流进了密苏里河。它的上游来自蒙大拿州密苏里断裂处的靠岛。

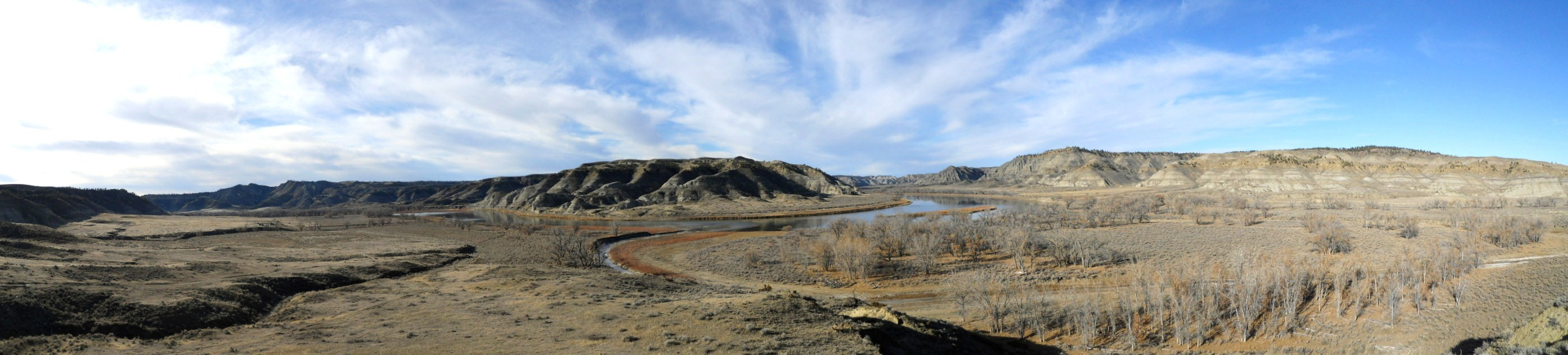
考溪与密苏里河汇合处的180度全景。

考溪，又称母牛溪（英语：Cow Creek）。它是密苏里河的一条支流。它长约35英里（56），位置在美国蒙大拿州中北部。考溪发源于布莱恩县西部的贝尔波群山（“熊爪群山”）南部的山麓丘陵之中，先向东流，之后向南流，注入了密苏里河。考溪是在一个峡谷中向下流入密苏里河的。这个峡谷穿过了密苏里断裂处。密苏里断裂处是被严重侵蚀了的恶地。它在密苏里河的两侧伸出。考溪峡谷的底下是一条可供旅行的路径。从考溪北部的蒙大拿平原，经过这条路径可以向下到达密苏里河。考溪溪口的考岛使得从密苏里河涉水而过更加轻松。密苏里河南岸，即是考溪相对于密苏里河的另一边。这里有一条大起大落但很短的小道。这条小道和考溪峡谷的路径一同组成了一条道路。这条道路连通了蒙大拿平原北部到其中部和南部。迁徙的北美野牛和游牧的美洲原住民们几个世纪以来都在使用这条考溪峡谷路径。在密苏里河的汽船时代期间，当水位较低以至于内河轮船无法逆水航行到本顿堡（Fort Benton）时，考溪溪口就会成为轮船的乘客登陆处和货站，而考岛小道（Cow Island Landing）至此开始。货物继续通过这条小道，先逆着考溪向北而行，之后向西，一直被运输到本顿堡。在1877年，逃往加拿大的内兹珀斯印第安人部落在考溪沿岸有过几场小规模战斗，其中包括“考岛战斗”。而几天后，当内兹珀斯人在考溪旁扎营时，他们认为他们此时已经到了美国陆军的可及范围之外，于是他们决定慢下来，而不坚持奔向加拿大边境。这一决定也同时决定了他们失败的命运。今天，有现代的公路从考溪旁经过，而野牛和游牧的印第安人则已经消失了。在名为“蒙大拿州密苏里断裂处”的这一广大区域中，考溪位于其中位置最偏僻的偏远地区之一。这里的活动已经暂停了。

## 作为古老的旅行通道的考溪——考岛浅滩
考溪从贝尔波群山南部的山麓丘陵之中流出，通过一片叫作“密苏里断裂处”的独特而偏僻的地区，注入了密苏里河。这片断裂处是一片广阔的、被侵蚀得地势险峻的恶地。它如此地粗糙，以至于成为了动物和人旅行的一道障碍。它沿着密苏里河横向延伸了超过200英里（320）。在这条长长的河流两旁，密苏里断裂处从河流两岸起，纵向向外延伸了许多英里。密苏里河流经了这200英里的长度，而在这一长度之中，这片断裂处限制了河流南北的宽阔的、草浪翻滚的草原接近河流。
通过密苏里断裂处而沿密苏里河而下，这样的路线的入口是极少的。而其中之一，便是通过考溪来进入这一路线的。随着考溪流经断裂处，它也通过了它两边的高高的、围墙似的峡谷，而这条溪流在峡谷底面之上缓慢而曲折地迂回流动。峡谷底面是相对水平的，其宽度为100至600碼（91—549）。

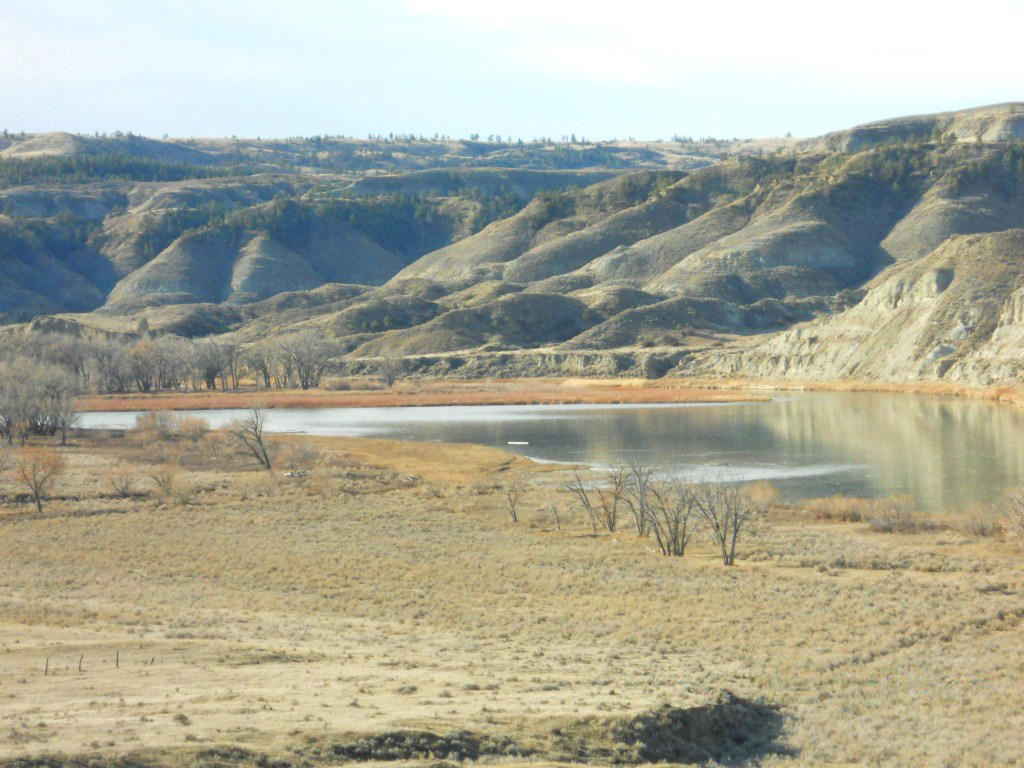
考溪溪口之下，考溪岛的上端。

沿着考溪的这一峡谷底部创造了一条旅行通道，它从北蒙大拿平原向下经过断裂处而来到了密苏里河。沉积物季节性地从考溪溪口被冲刷出来，并进入了密苏里河，从而在溪口下游不远处形成了考岛。考岛将密苏里河分为了两条水道，这使得就此穿越宽阔的密苏里河更加容易。在与考岛相对的河流南侧，从断裂处的一座陡峭但相对较矮的四英里的山坡，能够通到河流南侧的中蒙大拿的宽阔的平原。
这些地貌的这一组合使得考溪和考岛的浅滩成为了一条古老的旅行干道。数千年来，考溪和考岛浅滩被迁移的野牛群及其他迁移的动物们使用，也被游牧的美洲原住民们使用，以来往于位于密苏里河断裂处南北两地的平原。

## 考溪与刘易斯和克拉克
刘易斯和克拉克先曾在考溪下方两英里处扎营，之后在1805年5月26日经过了考溪。在列兵理查德·温莎（Richard Windsor）的远征日志中，考溪原名温莎溪（Windsor Creek），但之后它被毛皮贸易者们命名为了考溪。1805年5月26日是克拉克从断裂处攀爬而出的日子[也许是逆赶牛人溪（Bull Whacker Creek）而上，并爬上了一条山脊]。就是在那里，他第一次见到了落基山脉。刘易斯在注释温莎/考溪时，报道它有30码宽，这意味着当时它大概处于春汛期。正常情况下，温莎/考溪大概只有几码宽，而在非常干燥的天气下（在干燥的夏季或在干燥的深冬），它可以成为各个不流动的水塘之间的一股细流。

## 作为内河港的考溪——考岛登陆处

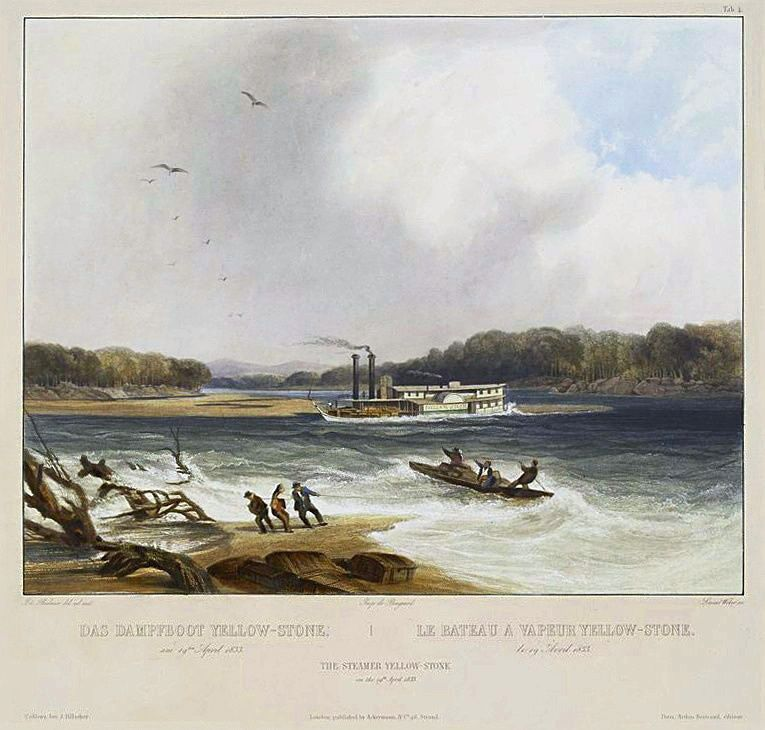
密苏里河侧轮式汽船“黄石号汽船”在沙洲上艰难行进，1833年——根据卡尔·博德默（Karl Bodmer）的一幅画复制。

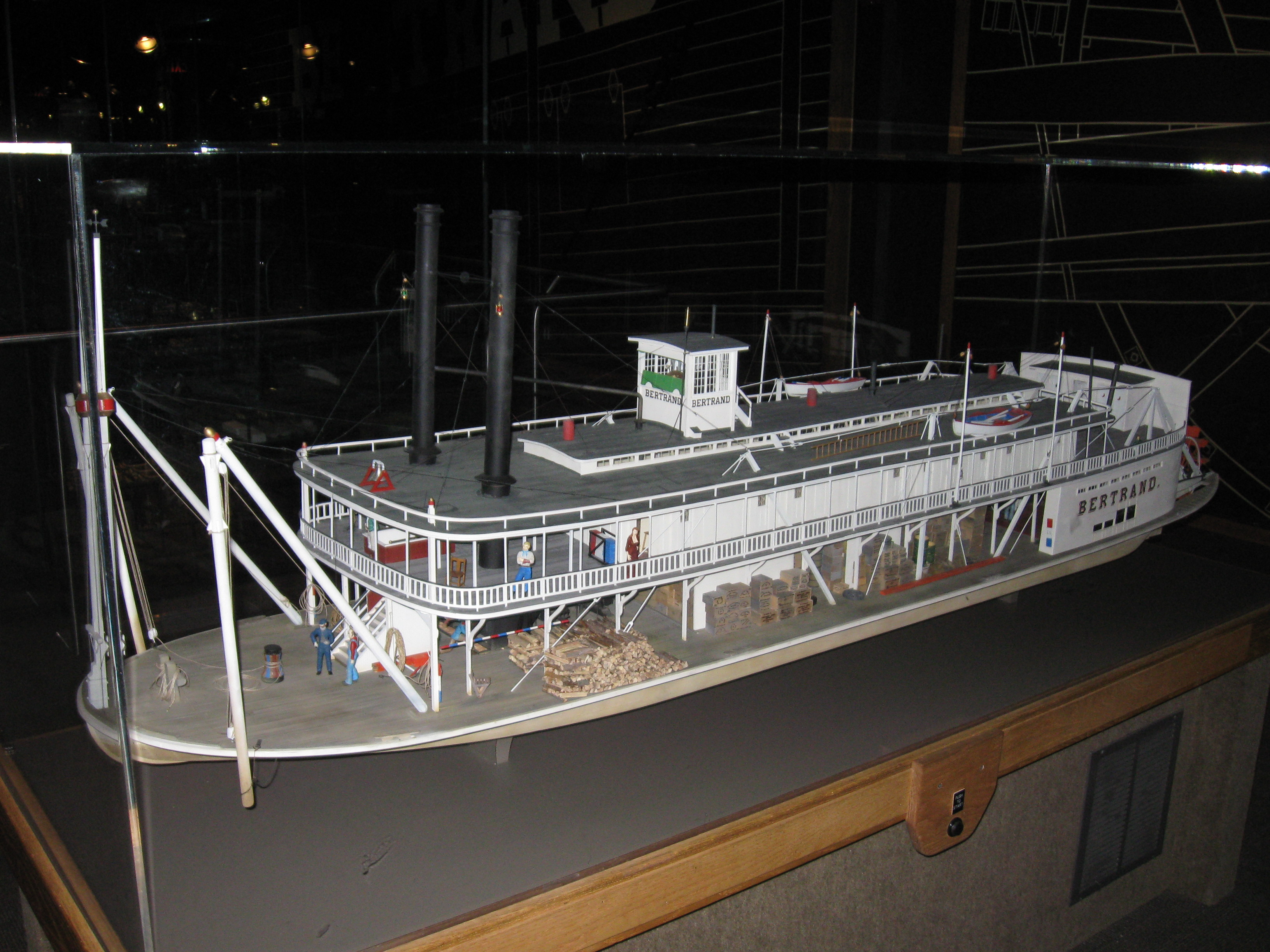
上密苏里河尾轮式汽船“伯特兰号汽船”模型。1865年4月1日，它在逆流前往蒙大拿领地本顿堡时，在德索托湾（DeSoto Bend）撞到了一根暗桩，之后沉没。

考溪溪口成为了一个汽船乘客登陆处，名叫“考岛登陆处”（Cow Island Landing）。在夏秋季的后几个月，当密苏里河的水平面下降到了一定高度，以至于汽船无法通过考岛之上的一系列的急湍之时，这里就会成为登陆处。这些急湍叫作飞鸟急湍（Bird Rapids）、客舱急湍（Cabin Rapids）、王妃急湍（Dauphin Rapids），及锚桩急湍（Deadman Rapids）。此时汽船距离本顿堡还有约126河英里，它们不得不在考岛登陆处卸下它们的货物，再沿着考岛小道而上，走完剩下的路，将它们运到目的地。
在1862年，当黄金在蒙大拿领地被发现后，密苏里河马上就成为了运输乘客和货物——尤其是又重又大的货物——到景气繁荣的金矿区的最可靠的路径。从1860年到19世纪80年代中期，在这一时期，汽船将补给品和沉重的设备从“国内的”圣路易斯港之类的港口经过约2,600英里（4,200）的行程，带到了蒙大拿领地的上游终点站本顿堡港。
密苏里河的最后1,300英里（2,100）被叫作“上密苏里”（"Upper Missouri"），这段河流穿越了偏远的、无人定居的平原，而到本顿堡的最后几百英里则经过了密苏里断裂处。在5月和6月，密苏里河因为山上的雪的融化而进入了“高水位”，而赶上了这股洪流的汽船可以全程地经过断裂处，到达上游的终点站本顿堡。之后，在夏秋季，水位会下降，上密苏里会进入“低水位”。当“低水位”来到，吃水较深的汽船通常无法抵达本顿堡，它们不得不在密苏里断裂处将它们的货物卸在下游。
在汽船时代的每一年，在夏秋季的后期，如果水道的水深不到三英尺的话，考岛和考溪溪口就会成为一个内河港，也就是“考岛登陆处”。考溪溪口在本顿堡之下126河英里处，而在考岛之上约24英里处则是王妃急湍，最糟糕的一个急湍。即使在高水位时期，通过它也是很困难的，而在低水位时期，它对于内河船只来说则是一道致命的障碍。如果一艘汽船能通过王妃急湍，那么它之后就要面对锚桩急湍。沿着河流进一步上行18英里左右，便是锚桩急湍。在锚桩急湍和王妃急湍之下的河流中，考岛登陆处是最佳的卸货地。货物能在这里被卸下，之后通过考岛小道，经陆路被运输到本顿堡。

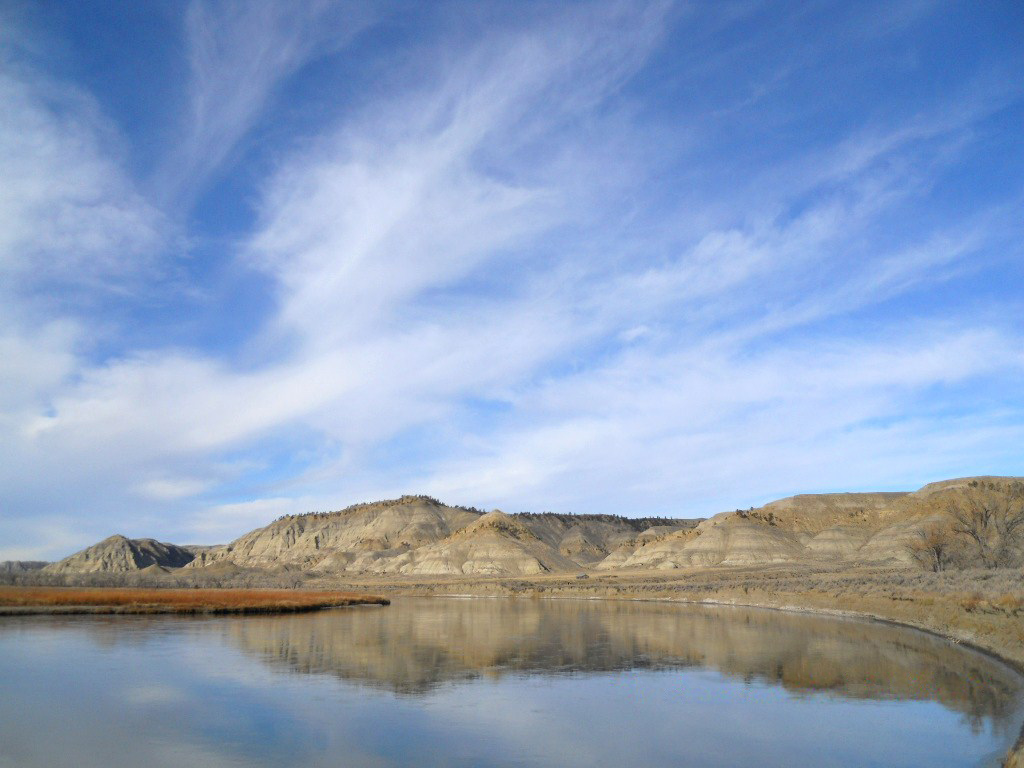
考岛登陆处景色（上游处）：货物在这里被汽船卸下。

汽船使用考溪之上数百码处的一个登陆点来在考岛卸货。这个地方就在现在的基普自耕农场（Kipp Homestead）的被遗弃的建筑物之前（见照片）。如果不使用这个地方的话，它们则会使用考溪之下数百码处的密苏里河下游的一个地点。汽船使用的登陆场所都是面临密苏里河北岸且水很深的地方，这样这些内河船只才能到达靠近河岸的地方，以卸下货物。

## 逆考溪而上的考岛小道，以及运货到蒙大拿本顿堡
货车的道路从考岛登陆处开始，之后逆考溪而上，再之后从中出来，来到宽阔的、长满草的平原，最后到达本顿堡。这条道路被叫作考岛小道。

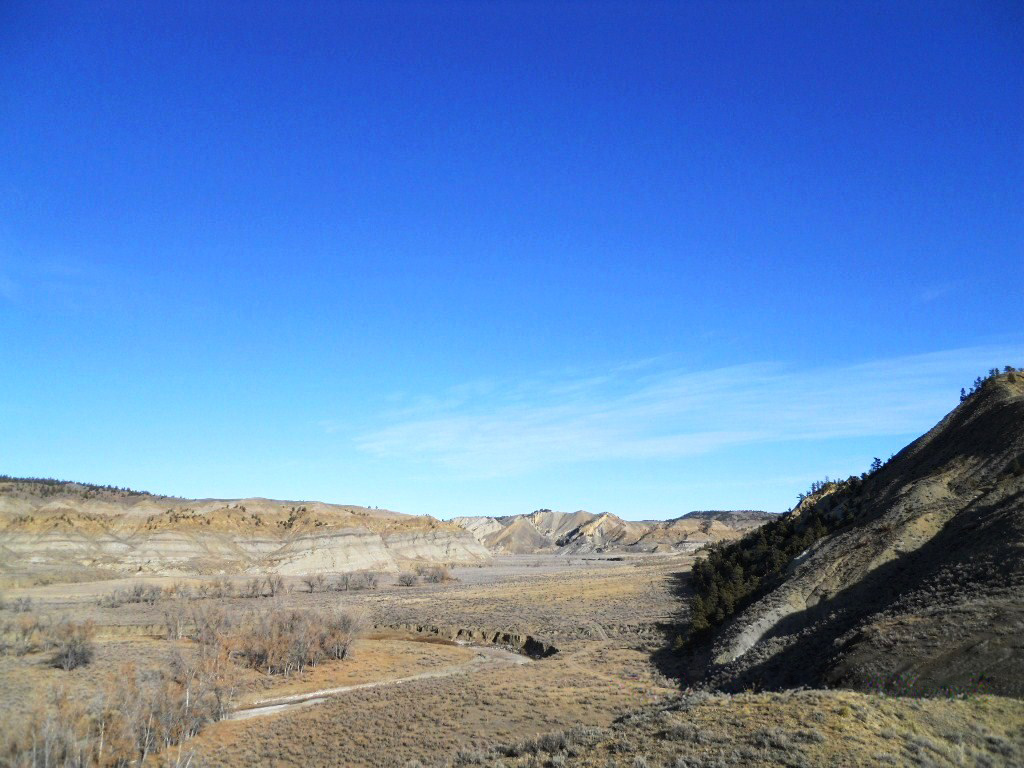
考溪谷底，从这里上坡经过断裂处显得相对轻松。残留的考岛小道在右下方可见。

在密苏里断裂处的这一表面不平的恶地部分，这条逆考溪而上的道路经过了唯一可供拉车牲畜组与货车通行的路线。在断裂处，考溪是密苏里河较长的支流之一，有35英里长。它向北延伸到了贝尔波群山。春季雪化后的水会在那里注入它。在许许多多个千年期之中，这一较大的季节性的流注侵蚀并拓宽了溪底，使得它平坦得足以让拉车牲畜组和货车经过。从汽船在密苏里河的登陆处起，这条小道逆着考溪，从它的底部向北而上，经过15英里（24）来到戴维森小川（Davidson Coulee），这时小道转向西面，爬上戴维森山脊（Davidson Ridge）的一座又长又陡峭的斜坡，以到达密苏里河断裂处以北的平原。

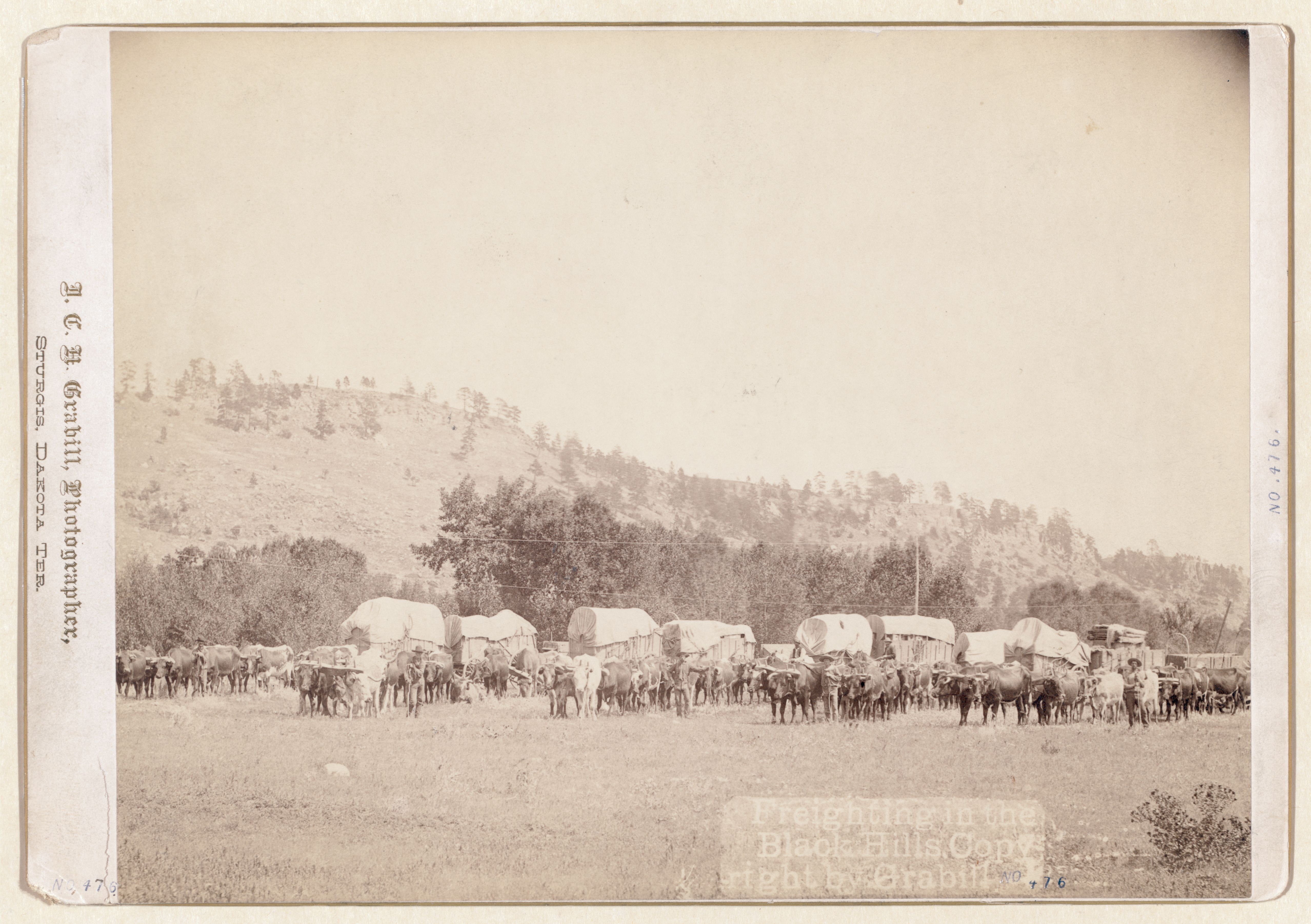
这些共轭牛拉着的货车类似于那些逆考溪小道而上，赶往本顿堡的货车。

月复一月，年复一年，考岛小道上的货物量根据内河船只是否遇上高水位而变动。如果有高水位，船只就能逆河而上，到达本顿堡；如果王妃急湍和其他急湍处于低水位，船只就得在考岛登陆处卸货。从1863年开始，考岛小道有了很高的货运量。1863年是水位较低的一年，而有消息传播说，在蒙大拿领地的金矿区，有富饶的矿藏被发现。在1866年，高水位一直持续到了7月，所以货运量下降了。1868年是一个不同的故事。到了年终，有2500人，3000辆畜力车及20000头牛参与了到本顿堡的考岛小道上的货运。
在考岛上，没有永久性的仓库被建立。货物一旦在考岛被卸下了，它们就会被蒙上防水布并且只做短暂的停留，之后便被移动到本顿堡去。货物到达了本顿堡，货运的高利润才会被意识到。小道上的常见的一个团体包含2辆货车，每辆由6到8头牛来拉，另有2名赶牛人。牛比马和骡子更受喜爱，因为它们需要的食物和水更少，在暴风雨中不会迷路，而且“印第安人不会偷它们，因为他们不骑牛并且牛肉吃起来太老了”。
考溪小道与理想中的道路距离很远，并且运货到本顿堡从不是一件轻松的任务。在考溪的狭窄但底部相对平坦的范围内，溪流缓慢而曲折地流动，从一面陡峭的深谷侧壁流到另一面。在逆考溪而上的15英里的行程中，沉重的货车不得不31次从考溪涉水而过。如果这一区域有一场暴风雨的话，这些可涉水而过之处就会被冲掉。在较湿的天气之中，重型的货车会陷入溪流的渡口，动弹不得。从溪底逆流而上，走了15英里之后，运货者会遇到又长又陡峭的斜坡。运货者不得不停下来，解开货车的套具，并让每辆货车的拉车牲畜组加一倍，甚至加两倍。在1864年，在攀登小道上的一座陡峭的斜坡之时，一辆货车外侧的轮子驶出了小道并且翻车了。它拖着拉车的那一组牛往下掉。这300英尺的落差杀死了这些牛，严重损毁了货车，里面装的东西也撒了一地。

## 1877年9月——内兹珀斯人与考溪
在1877年9月23日，数百名逃往加拿大的内兹珀斯人在考溪穿越了密苏里河。威廉·莫尔彻特（William Molchert）中士的一支十二人的驻军以及作为该地区货运利益代表的四名平民办事员都在考岛登陆处。

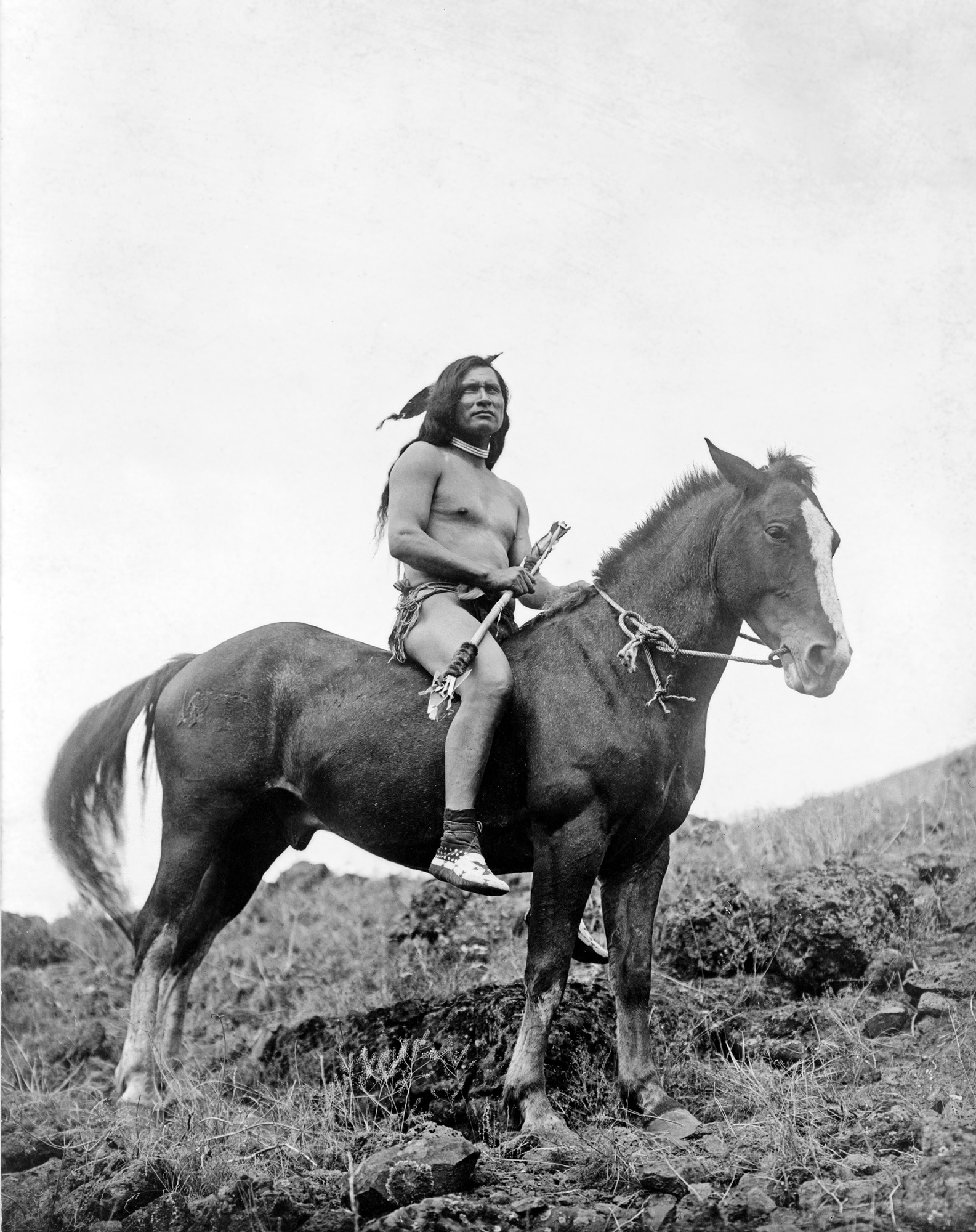
内兹珀斯勇士。

从汽船上被卸下的五十吨货物，被防水布包裹着，在登陆处等待着被装上货车，送到本顿堡或蒙大拿领地的别的偏远角落。
内兹珀斯人在几个地方穿越了密苏里河。被士兵们观察到了的一组人先派出了一支20人左右的先锋勇士队去渡河。他们在北岸散布开来。之后妇女和儿童带着运货的动物以及营地设备渡河。最后一支后卫勇士队也渡过了河。
内兹珀斯人卷入了的一些武装冲突发生在考溪畔，但是最重要的事件是他们在1877年9月25日，在考溪畔扎营时所做的决定命运的、致命的决定。

### 考岛登陆处战役
1877年9月23日，考岛登陆处的一个班的士兵们被派来保卫那些从汽船上卸下的贮存的补给品。在内兹珀斯人抵达之后，士兵们和办事员们便立即撤退到了东面的一条堑壕之中。堑壕是围绕着他们的帐篷而挖的，作用是使雨水转向。这条堑壕距离浅滩有几百码远。值得注意的是，它距离堆着的补给品也有几百码远。

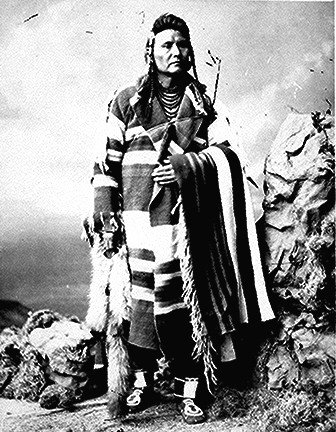
山雷酋长，内兹珀斯人

渡过河之后，内兹珀斯人的主体经过士兵们而去并且没有发生事变，之后他们在考溪向上约两英里处扎营。一小群内兹珀斯人骑马来到了堑壕处。他们表示了友好的意向并索要一些贮备的食物。当值的这位陆军中士起初无视了他们的要求，这使得内兹珀斯人改为礼貌地向他们乞讨。最终，这位中士从他们士兵自己的贮存品中给了他们一袋硬面包和半片熏猪肉。在日落时，断裂处的印第安人开了枪。这些印第安人已经设置好了他们自己的位置，如此他们可以向下开火，往堑壕射击。两名平民受伤，而士兵们，尽管能够开火还击，但是此时已动弹不得。那些补给品离堑壕很远，以至于在夜幕降临时，印第安人可以从陡峭的、被侵蚀的断裂处慢慢移动出来，并走到补给品那里，而不会受到有战斗力的射击。黄昏之后，这些印第安人闯入了这些补给品处，并在黑夜之中拿走了他们认为值得拿走的。补给品被点着了火。一大堆熏猪肉亮闪闪地烧了差不多一晚上。士兵们认为那些火焰的亮光的作用是预防发生一场商量好了的攻击，但事实更有可能是内兹珀斯人只想要补给品，而不想要和士兵们发生一场特定的战斗。从整个夜晚到第二天早晨10点左右，印第安人和士兵们分散地对射了几次，之后，内兹珀斯人逆考溪而上，离开了。两名平民与一名内兹珀斯勇士受伤。

### 后卫队在艾格尔斯少校和内兹珀斯人之间的行动，以及1877年9月25日内兹珀斯人在考溪畔攻击货车队列
在1877年9月22日，在内兹珀斯人抵达之前，一支货车队列已离开了考岛登陆处。它有35吨货物以及一支牛群。它沿考岛小道而上，往本顿堡而去。在9月24日，当仍然位于考岛峡谷中之时，这支队列被内兹珀斯人赶上了。这群内兹珀斯人是无威胁地接近他们的，并且在距他们一个半英里处扎营。当晚，一些内兹珀斯人造访了货车队列的营地。货车队列的成员们和想要换得弹药及其他货物的内兹珀斯人们之间进行了客气的兑换。
在9月25日晨，吉多·艾格尔斯（Guido Igles）少校率领的一支小规模的陆军接防部队接近了聚集在考溪畔的内兹珀斯人的后方队伍。艾格尔斯少校从本顿堡而来，来援助考岛登陆处的哨站。他正带领着来自本顿堡的少数士兵和平民志愿兵们。在于9月24日到达了考岛之后，他继续追踪内兹珀斯人。
当内兹珀斯人发现了艾格尔斯少校正逆考溪而来，一些勇士沿峡谷而下，去占领阵地，以同这个威胁会面。其他的内兹珀斯人攻击了那支货车队列。一名驾驶牛组的人被杀害，其他人则要么逃进了沿着溪流的柳林之中，要么逃到了断裂处。内兹珀斯人的主体自行取走了货车中的一些货物。他们点燃了货车，并继续逆考溪而上。
与此同时，组成了后卫队的内兹珀斯勇士们占领了高地上的阵地。他们的阵地面向艾格尔斯少校的小型部队，而艾格尔斯的部队此时在下方的考溪峡谷里。枪声响起。内兹珀斯人在他们的位置上朝艾格尔斯的位置开火。一名平民被杀死。另一名平民的腰带扣偏转了射向他的子弹，使得他腹部受了瘀伤，但保住了性命。两小时后，内兹珀斯人退出了战斗。艾格尔斯少校害怕遇到伏击并且他知道他在数量上大大地处于劣势，因此他开始向考岛登陆处缓慢而十分小心地撤退。他报告称在这场冲突中，有两名内兹珀斯人受伤。
在9月25日夜，“本顿号”（Benton）汽船抵达了考岛登陆处，卸下了五十吨货物，而“银城号”（Silver City）汽船带着另外一百吨货物接近。艾格尔斯少校派出情报员去报告内兹珀斯人的位置给迈尔斯将军。此时迈尔斯将军正带着精力充沛的部队从基欧堡越野而来，以拦截内兹珀斯人。

### 1877年9月25日考溪畔内兹珀斯人会议，以及内兹珀斯人的停下来休息的致命决定
当内兹珀斯人开始沿考溪而上之时，他们距离加拿大只有80英里（130）。在跟艾格尔斯少校进行了小规模战斗之后，在9月25日晚上，在考溪畔宿营时，内兹珀斯人的领导阶层之中突然出现了异议。争执的一方想要奋力前进，而另一方想要慢下来，让疲惫和虚弱的人和马休息。内兹珀斯人相信士兵们现在在他们后面很远的地方。他们不知道迈尔斯将军正带着他的部队以最快的行进速度从基欧堡越野而来。那些想要走慢点的人最终在会议上获得了成功。因为内兹珀斯人没有奋力前进，而是暂停了下来，在9月30日，迈尔斯将军的小分遣队赶上了他们。此时他们正在贝尔波群山东边的斯内克溪（Snake Creek，“蛇溪”）畔宿营，距离加拿大只有40英里（64）。迈尔斯立即发动了攻击。在1877年10月5日，战斗已进行了六天。在这期间，内兹珀斯人遭受了伤痛并暴露在了极冷的天气之中。他们忍受着这些伤害并因此而死去。在这六天的战斗之后，山雷酋长代表内兹珀斯人向美军指挥官们投降了。

### 总览考溪畔内兹珀斯人事件
内兹珀斯人最终被赶上，是因为他们延迟了对加拿大边境的穿越，使得迈尔斯将军能带着军队赶上他们。这支军队的士兵们不仅精力充沛，而且在数量上和火力上都更胜于内兹珀斯人。在考溪畔的这些“交战”和小规模冲突，这些事件进一步延长了总的延迟，使得迈尔斯将军弥合了他们之间的差距。不过，决定了内兹珀斯人的命运的决定性要素是他们在1877年9月25日晚沿着考溪宿营时在部落会议中做的致命决定。

## 考溪和布尔溪口的密苏里河低洼地的自耕农场
小型的河流和溪流从断裂处出现并汇入密苏里河。在这些地方有着宽阔的河畔低洼地。牧草地和棉白杨位于这些低洼地之上。考溪在它与密苏里河的汇合处便面向了如此一个低洼地。进一步顺流而下，布尔溪（Bull Creek，“公牛溪”）在它流入密苏里河的地方也面向着另一个低洼地。
从考溪溪口顺流而上，在不远处便是坐落于考溪低洼地的基普自耕农场。它与旧上游汽船登陆处的位置毗连，在考溪溪口之上。一份原始资料报告称，基普自耕农场最初被归档于历史名人詹姆斯·基普（James Kipp，1788-1880）并被他的儿子约瑟夫·基普（Joseph Kipp）长期居住。约瑟夫之后，它又被詹姆斯·基普的孙子长期居住，这位孙子也叫詹姆斯·基普。不过这座基普自耕农场，以及下游的布尔溪畔的另一座自耕农场却成为了琼斯（Jones）家的财产。琼斯家因为和基普家的婚姻而成为了他们的亲属。另一份原始资料指出，这座自耕农场在1913年被吉姆·基普（Jim Kipp）宣称占有。吉姆是约瑟夫·基普（1849-1913）之子，而约瑟夫是历史名人詹姆斯·基普（1788-1880）和他的妻子“地女”（Earth Woman）之子。
历史名人老詹姆斯·基普（1788-1880）在1828年在黄石河河口帮助建立了联盟堡（Ft. Union），并且他还在1831年在玛丽亚斯河（Marias River）河口建立了派岗堡（Ft. Piegan）。基普自耕农场已被遗弃，但是有一些小屋和附属建筑物仍然坐落在自耕农场的遗址上。

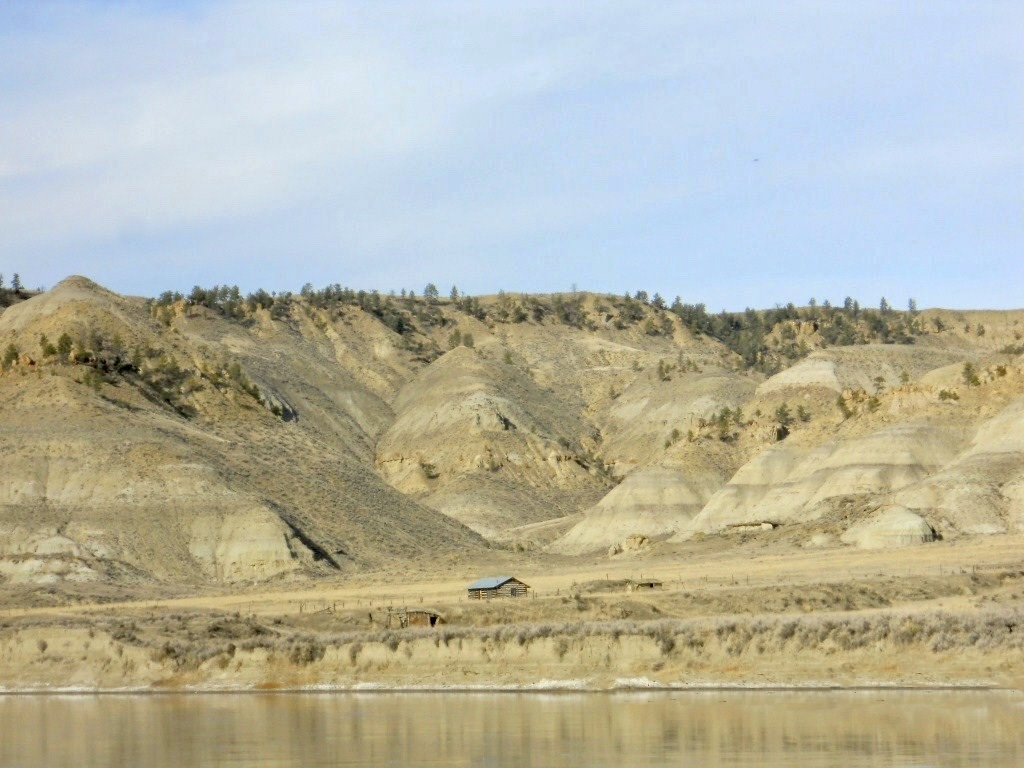
沿河而上，基普自耕农场一瞥。
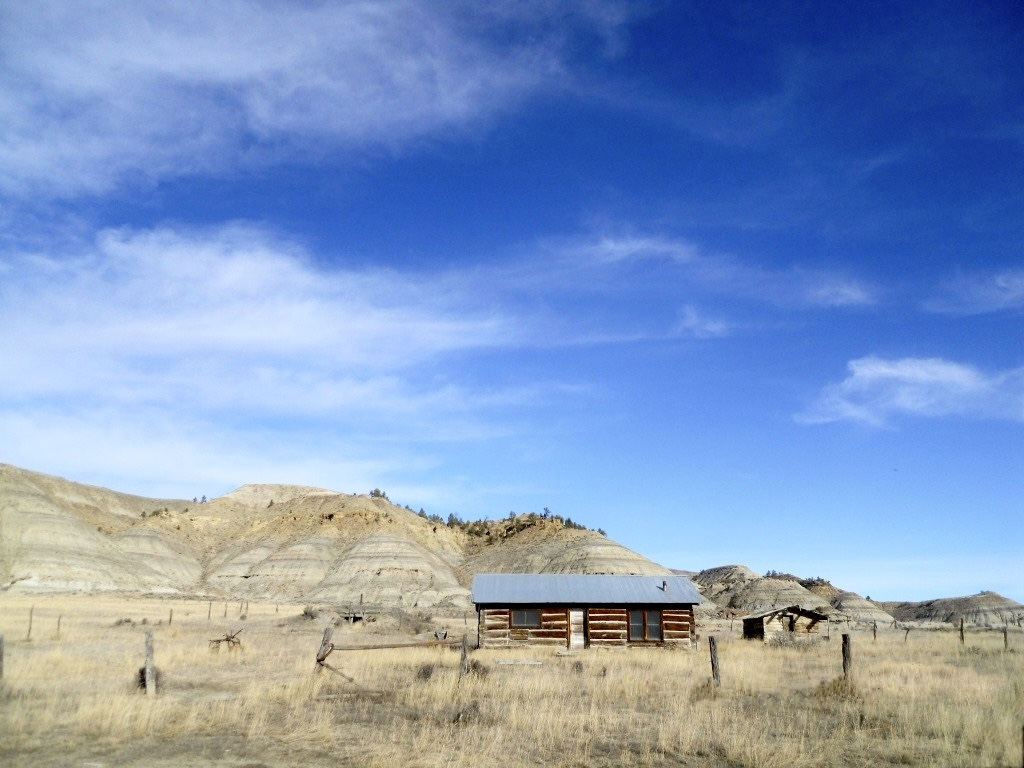
基普自耕农场建筑物——较新的小屋在中间，原来的小屋在右边，左边是一个挖在山坡里的洞。
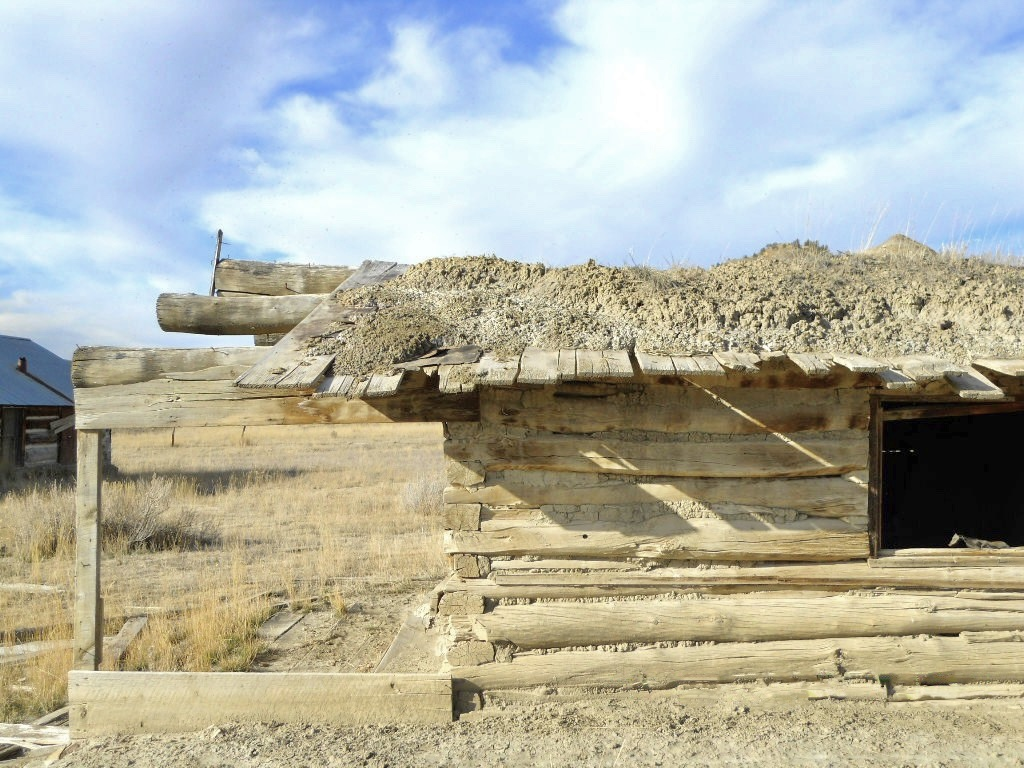
基普自耕农场——原来的小屋的特写。注意泥土裂隙和泥土屋顶。
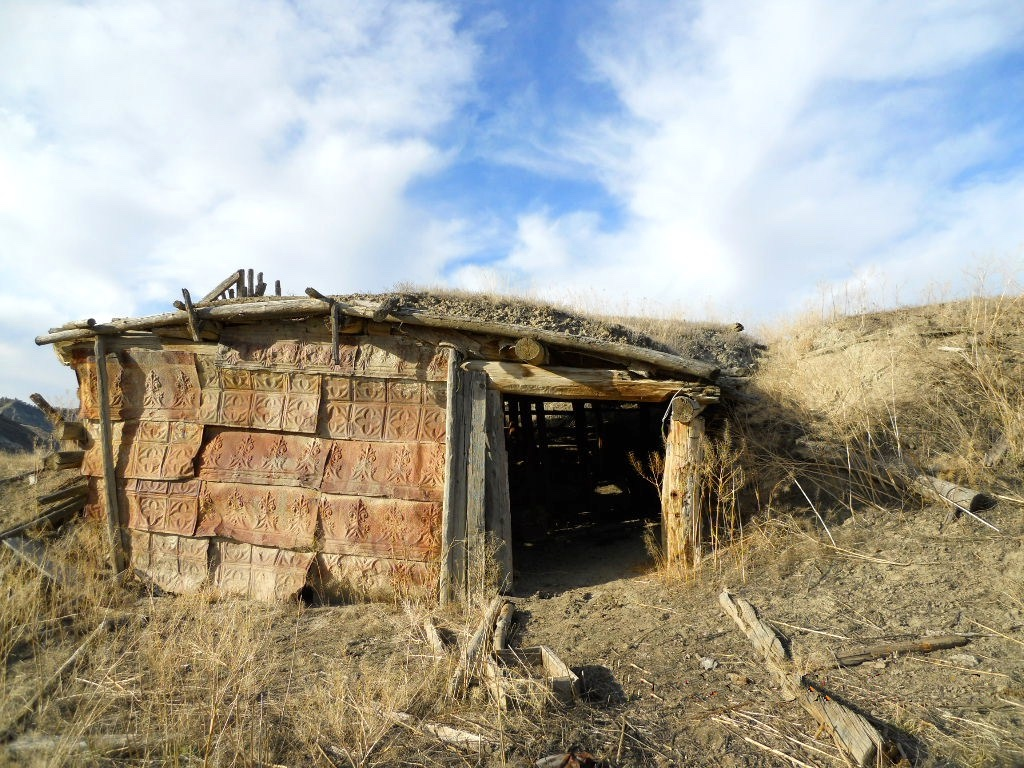
基普自耕农场——从小屋往下走到河流处的岸边畜舍和山坡洞。

从考溪溪口顺流而下便是布尔溪溪口。在布尔溪低洼地这里，是另一座被遗弃的自耕农场。这里有腐朽的、倒塌的原木建筑物，以及来自失败农业成就的垃圾。这座自耕农场被认为是基普家的姻亲，琼斯家的。

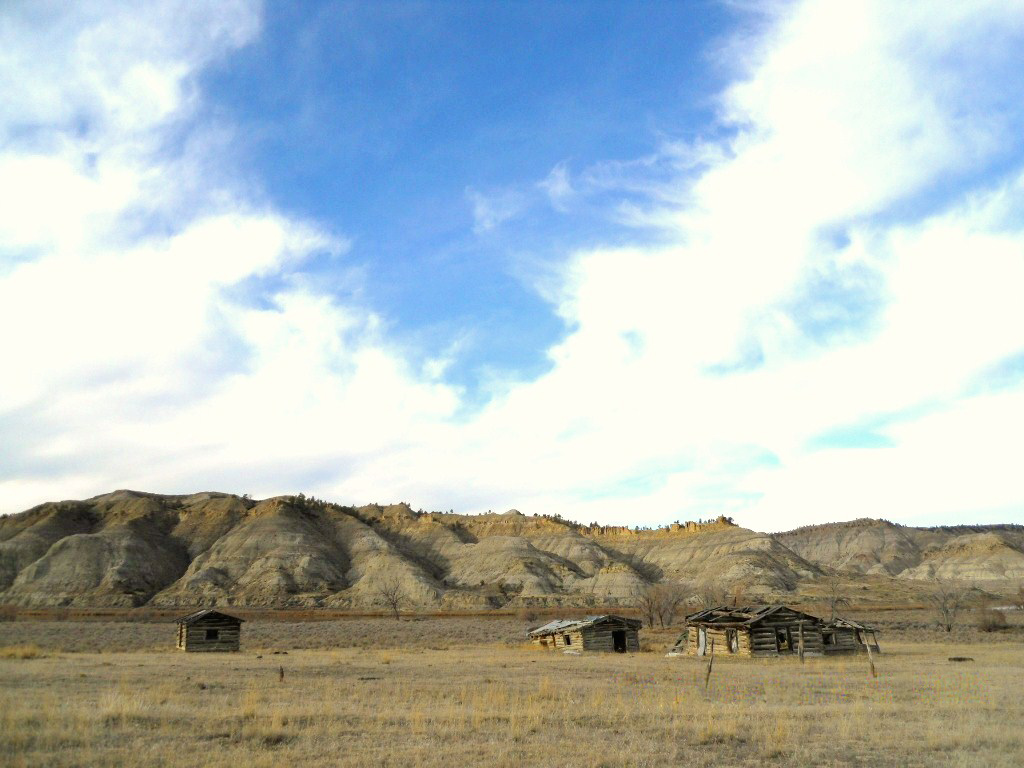
蒙大拿州密苏里河断裂处，布尔溪低洼地，三座自耕农场建筑物。
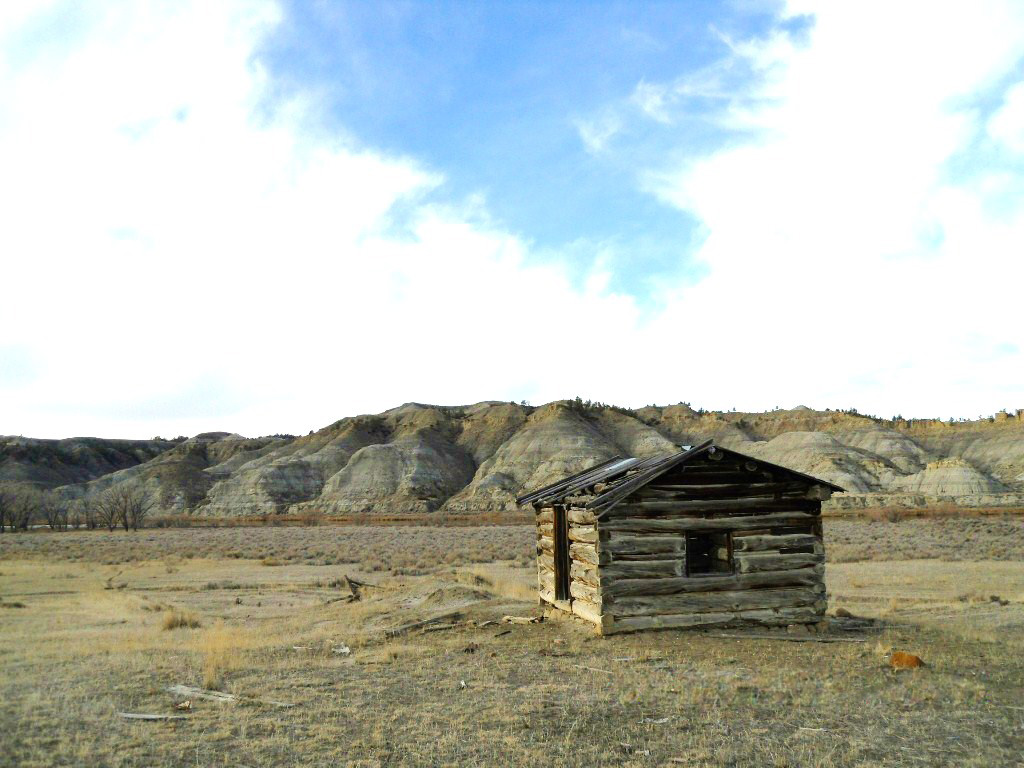
蒙大拿州密苏里河断裂处，布尔溪低洼地，第一座自耕农场建筑物。
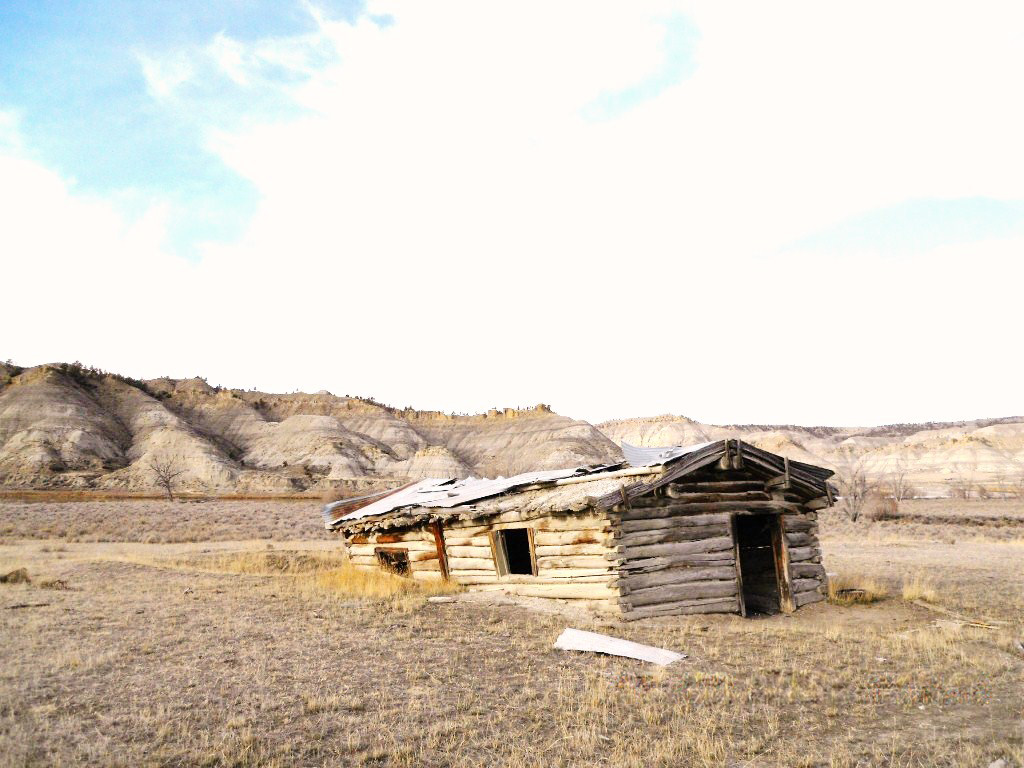
蒙大拿州密苏里河断裂处，布尔溪低洼地，第二座自耕农场建筑物。
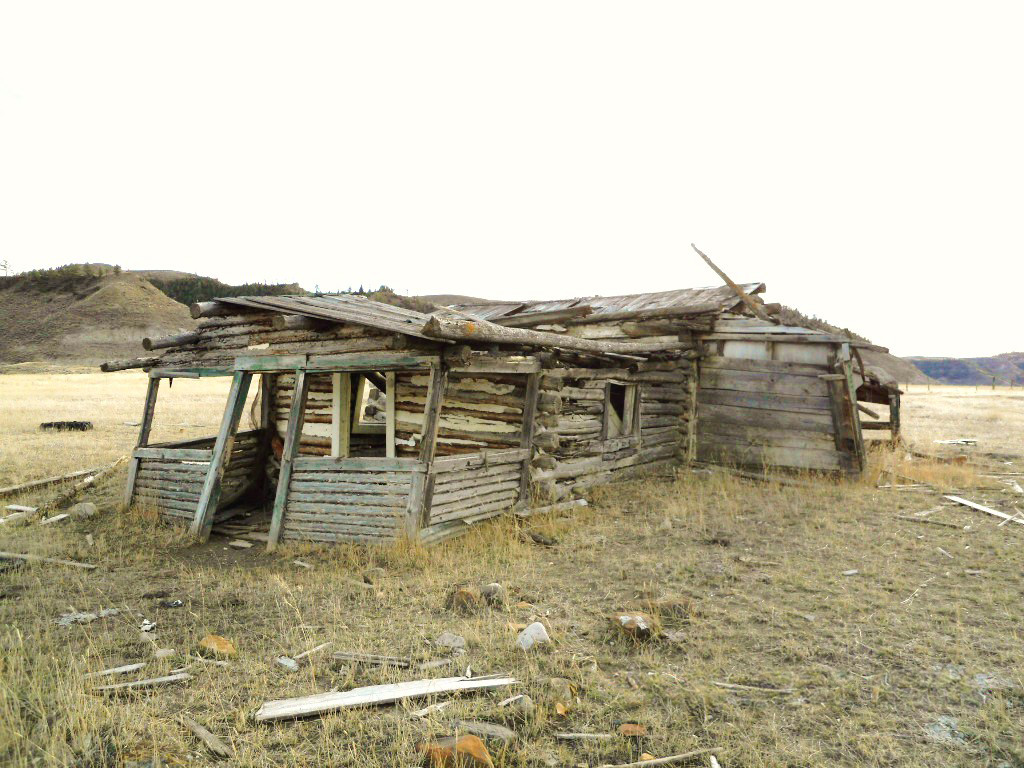
蒙大拿州密苏里河断裂处，布尔溪低洼地，第三座自耕农场建筑物。
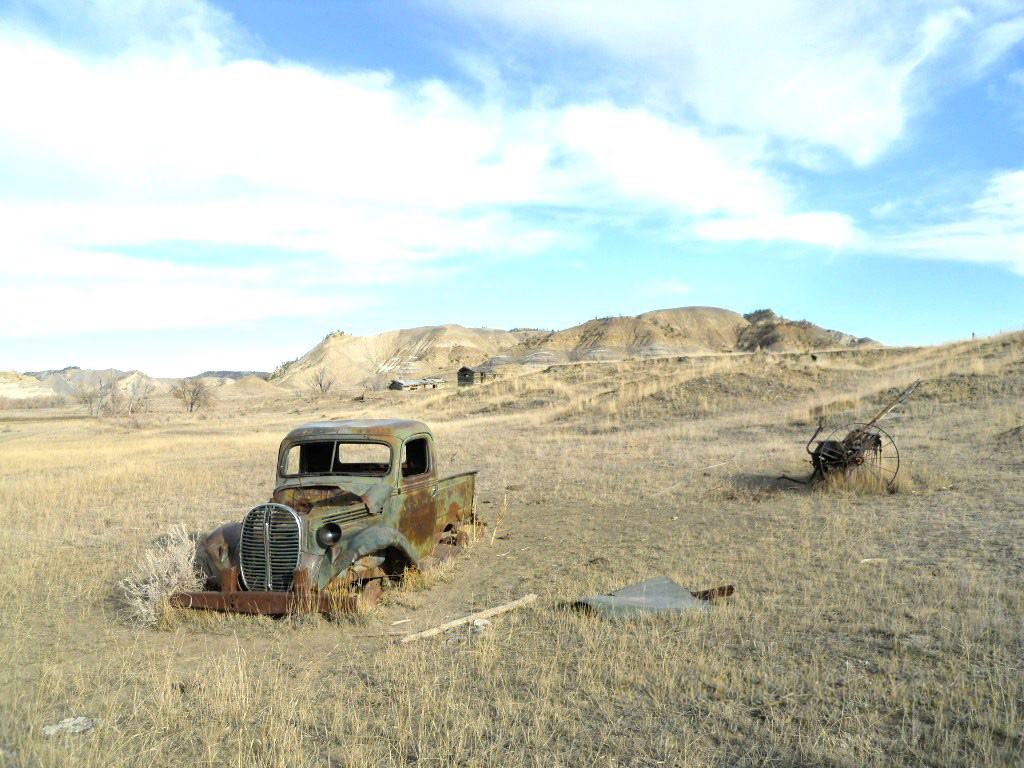
蒙大拿州，布尔溪低洼地自耕农场，被遗弃的载货汽车和农场设备。
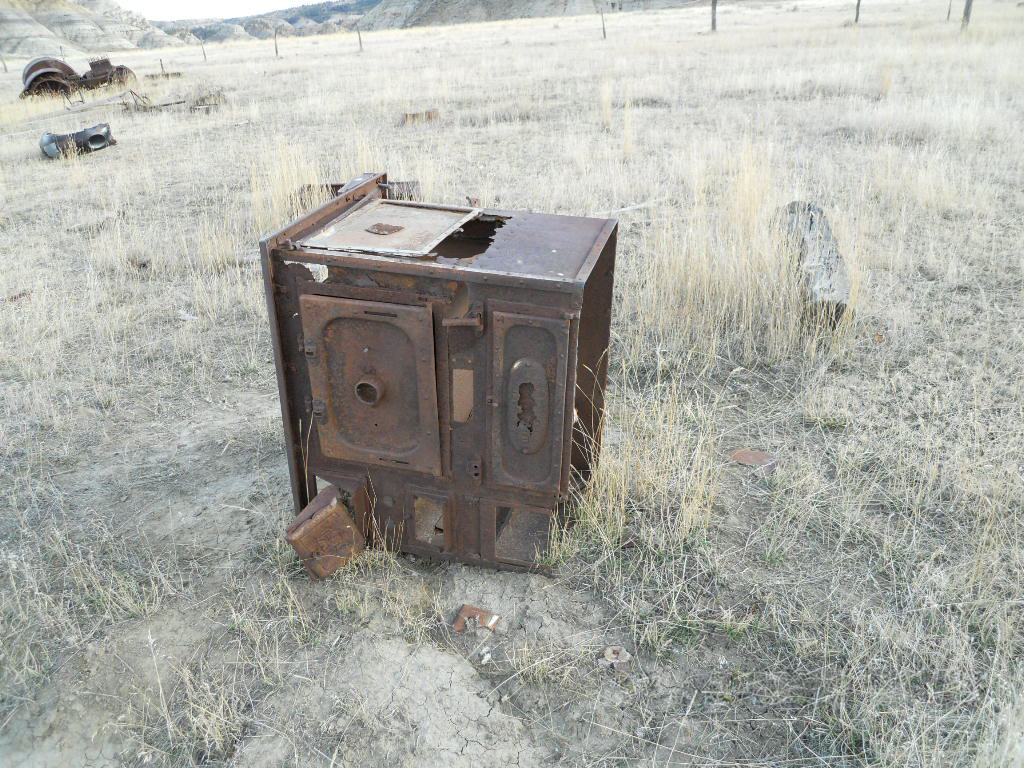
蒙大拿州，布尔溪低洼地自耕农场，炉子。
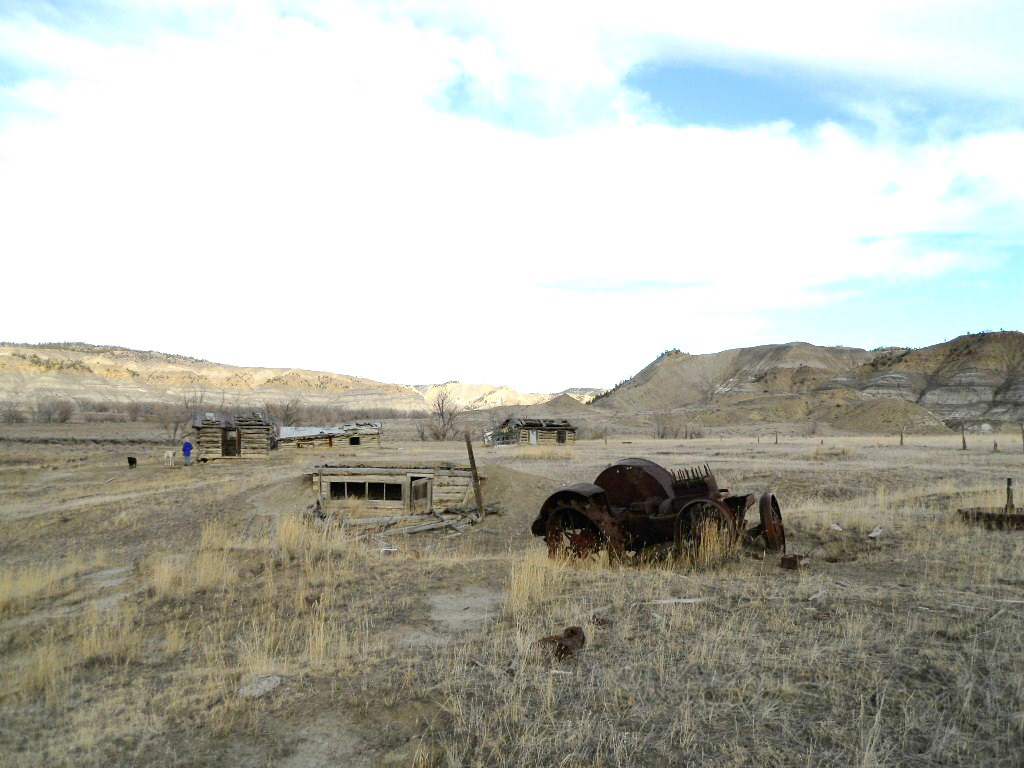
布尔溪低洼地，自耕农场，挖在山坡里的鸡舍和旧拖拉机的残留部分。

通往两座自耕农场的道路沿着一条简单的道路。这条简单的道路在密苏里河北侧沿河而下，通向一座发电厂的遗址。几年前，在从发电厂遗址到考溪这一段，这条道路仍然可以通行。在自耕农场运营的岁月里，密苏里断裂处的为数极少的摆渡点之一便是在那座发电厂的遗址处运营的。从发电厂摆渡点起，一条道路向北通向了佐特曼（Zortman）地区，另一条道路向南朝蒙大拿州刘易斯敦（Lewistown）而去。

## 今日考溪

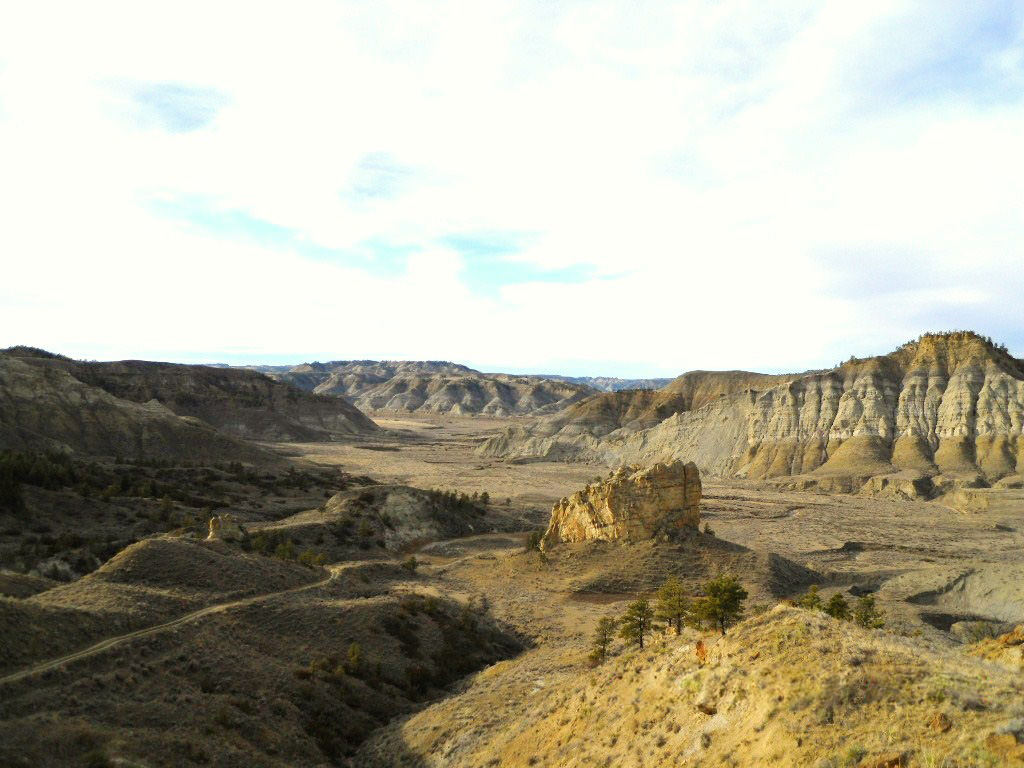
蒙大拿州密苏里河断裂处——布尔溪孤山，以及向下通往考溪与布尔溪的道路。

考溪与考岛渡口曾是一条被迁移的动物和游牧的原住民们大加利用的古老的干道，而随着时光流逝，它已变为了休眠状态。迁移的野牛群已被捕猎得几乎灭绝。游牧的美洲原住民全被安置在了非常远离考溪的保留区里。铁路终结了密苏里河的汽船。密苏里断裂处的农场所有人们不是破产了就是见坏就收并离开了。穿越断裂处的公路工程没有选择考岛或考溪路线，而选择了位置更合宜的路线。在长达35英里的考溪沿岸区域，一些大牧场仍然处在那里，并且这些大牧场位于溪流的上游部分，在贝尔波群山的山麓小丘之中或附近。
考溪现在是密苏里断裂处这一区域中的较偏远且无人居住的地点之一，以它的孤立而“臭名远扬”。这一状况被美国土地管理局（BLM）意识到了。他们现在正将考溪的下游部分视为荒野状态。
考溪低洼地的基普自耕农场和布尔低洼地的自耕农场的被遗弃的建筑物们继续恶化着。被使用了多年的一个汽船停泊站，湮没在了基普自耕农场和河流之间的河岸之中的。在那以后，那个停泊站也许已被冲入河里了。据报道，在现在被称为“考岛战役”的1877年的那场与内兹珀斯人的小规模战斗之中，被士兵们所使用的那些堑壕的残留部分现在仍然可见。多年来，被内兹珀斯人在1877年9月25日埋起来的那些货车金属残骸，在考溪峡谷仍然能被看见。

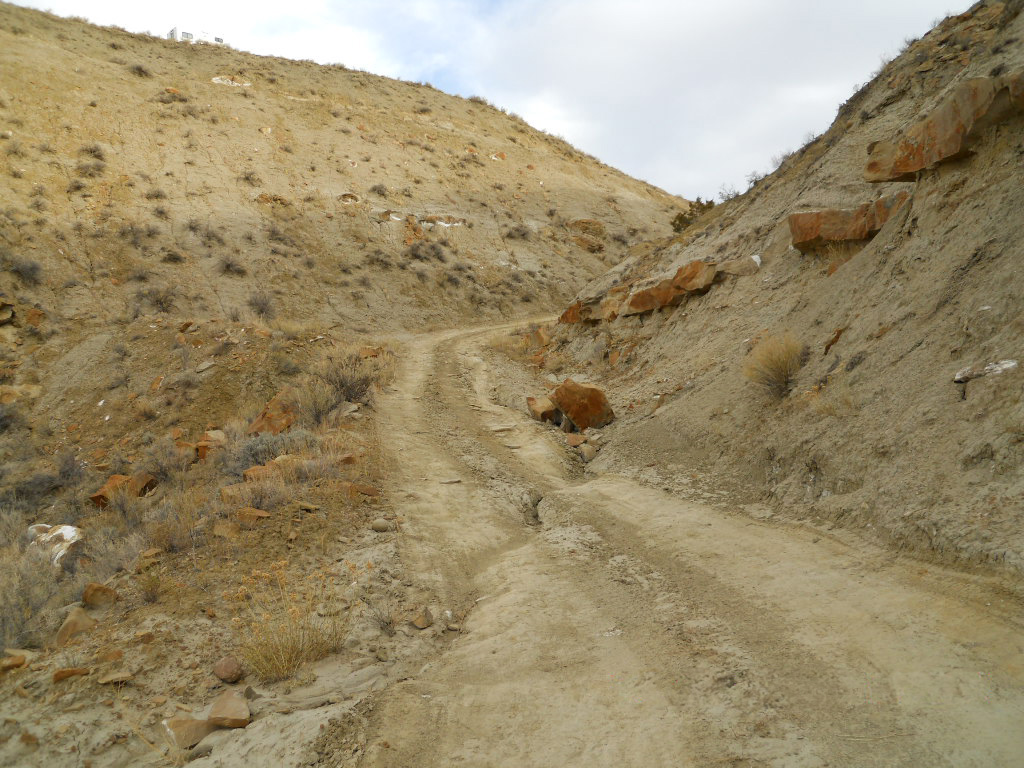
一片冲失地区穿过密苏里断裂处道路，朝考溪发展。

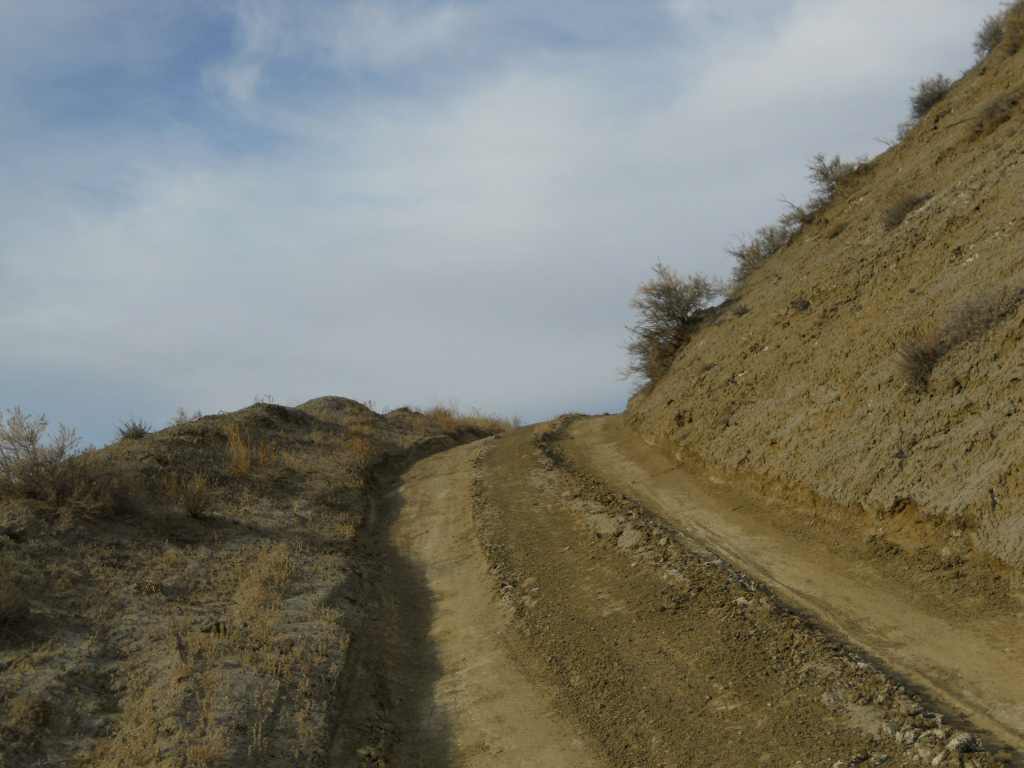
烂泥道路向外偏斜，向下掉落。

一个未经证实的（并且很可能是伪造的）当地流言逐渐产生。它说内兹珀斯人袭击的那支货车队列运输的是黄金，并且这些金子被内兹珀斯人拿走了并被埋在了附近地区。
那些荒芜的自耕农场所在的考溪下游地区，现在已经很难造访。一条表面几乎是烂泥的土管局道路从蒙大拿州66号公路向西而来，经过14英里（23），在布尔溪畔终结。布尔溪在非常靠近考岛的地方汇入了密苏里河，并且从布尔溪，人们能够到达邻近的考溪溪口。从断裂处的高高的山脊，向下到布尔溪旁的密苏里低洼地，这条道路有着陡峭的、充满车轮痕迹的斜坡，还有着若干之字形山路。这条路通常是在峭壁侧面上。这一绵延的道路被冲失地区猛烈地侵蚀。对于觉得自己已经走够了的旅行者，调头的地方是极少也极珍贵。
至于从考溪溪口逆流而上的那条旧货运小道，就其最初的15英里而言，这里已不再有任何道路。旧考溪小道上的众多的溪流渡口已被侵蚀为了“切割而成”的沙洲，而货车们穿行的那些砂砾滩已顺着水流被冲走了。沿着考溪，能观察到四处的旧考溪小道的遗迹，不过也只能看到一个概略的样子。考溪上游则没有如此孤立。从密苏里河起，逆流而上约15英里，在戴维森小川流入考溪的地方，布莱恩县330号路（考溪小道）突然从戴维森山脊降下，从西边来到考溪底部。一座大牧场坐落在这个位置附近。从考溪与戴维森小川的汇合处，逆流而上到向西的拐角处，“考岛小道”这个名字仍被应用在这条道路上，并且有可能原来的那条通往本顿堡的考岛货运小道与这条道路位于同一路线。过了戴维森小川之后，考溪便与布莱恩县314号路（伯德泰尔路，Birdtail Road，“鸟尾路”）平行，这段长度大约有6英里（10）。在考溪的上游流域，一条县级道路（伯德泰尔路）向下延伸至另一座大牧场。布莱恩县300号道路在考溪的上端穿过了它。这个地方位于东、西考溪的岔流处，就在贝尔波群山的南侧之下。
断裂处的大多数道路都不过是烂泥路，只有少数是用碎石铺的。在湿润的情况下，（如果能行走的话）行走于考溪地区（以及密苏里断裂处的大多数地方）的烂泥路是极其困难的。断裂处在白垩纪形成的粘土已有部分被侵蚀，这些粘土包括火山灰风化的胶状粘土。在湿润的情况下，这些粘土的表面会变光滑，之后会变为“强黏土”。这些粘土会逐步地粘附在轮胎、轮子、人的脚以及动物的蹄上面。如果在行走断裂处的烂泥路的时候赶上了下雨的话，那么最好的（并且有时也是仅能做的）行为是好好等着，直到表面变干。

## 笔记
刘易斯在1805年5月26日的日志中陈述道：“自从我离开了我们的猎手之后，他们已经杀死了那些大角动物中的两头。我们还经过了另一条溪流[考溪]。它位于斯塔德（the Stard.）旁的特特尔溪（Turtle Creek，‘龟溪’）之下几英里处。它有30码宽。它也有多岩石的、流着活水的底部。（我们称之为温莎溪）今晚较晚的时候，我们经过了一处非常糟糕的急湍，这处急湍差不多横断了河流。[注意：水深，水道窄，两边有砂砾等东西]队伍在上升上有着相当大的困难——尽管他们将拉车动物组加了倍，并且绳子和杆子都用上了。当他们在通过这一急湍的时候，一头母马鹿和它的幼鹿在穿越汹涌的水波而顺流游着，因此他们立即把“马鹿急湍”这个名字给了这个地方。这些急湍是目前为止我们在密苏里河上见过的最大的急湍。总之，这里是唯一的一个似乎有过一个陡坡的地方。”温莎溪的名字变为了考溪。因为它有30码宽，所以它里面一定泛滥着贝尔波群山的积雪融化后的水流。被提到为“马鹿急湍”的这些急湍的名字变为了飞鸟急湍。飞鸟急湍和客舱急湍、王妃急湍及锚桩急湍共同形成了一道障碍，妨碍着汽船在低水位的航行，导致了考溪畔的考岛登陆处成为了低水位时的登陆处。货物在登陆处这里被转移到货车队列中，去完成它们到本顿堡的最后一段行程。
那些组成了断裂处的表面的白垩纪页岩中含有菊石化石。“菊石”是亚纲头足类动物的一种已灭绝的形式。菊石化石的外形像盘子一样。在这一地区，它们通常小至微型，大至约10至14英寸（250—360）之间。20世纪50年代晚期，壳牌石油公司的地质学家们在考溪地区进行实地调查时发现了菊石化石中的一个“莫比·迪克”——它大约在5至6英尺（1.5—1.8）之间，或者更大。不过他们没有在他们的地图上标出那个地点，并且从未有过机会返回现场。那个位置是在考溪或它的一条支流旁的一个偏远场所，但是是在断裂处一带。由于要用起重机才能吊起这个怪物，用重型卡车才能搬运它，并且还要合理地使用顺畅的道路才能移动它，所以这个失落的巨型菊石化石可能仍然在考溪畔等待着被再次发现。